# باريكة نظام عليا (مقاطعة إسلام آباد غرب)
باريكة نظام عليا (بالفارسية: باریکه‌نظام علیا) هي قرية تقع في كرمانشاه في إيران. يقدر عدد سكانها بـ 550 نسمة .